# Darna (gmina w Libii)
Darna (arab. درنة, Darnah) – gmina w Libii ze stolicą w Darna.
Liczba mieszkańców – 69 tys.
Kod gminy – LY-DR (ISO 3166-2).
Darna graniczy z gminami:
- Al-Kubba – zachód i południe
- Al-Butnan – południowy wschód